# Victorí Planells Lavilla
Victorí Planells Lavilla (Eivissa, 1950). Psiquiatre i músic.

## Biografia
Va néixer a Eivissa, en el si d'una família de llarga tradició musical. Va estudiar a l'Escola Graduada i després al Seminari d'Eivissa. Es va llicenciar en medicina a la Universitat de Barcelona (1977) i hi va obtenir l'especialització en psiquiatria (1982). Va ser el primer coordinador del servei de psiquiatria a Son Dureta. Va treballar molts d’anys a la Policlínica Miramar de Palma, a l’Hospital de la Creu Roja de Palma i després a la Clínica Quirón Palmaplanas. Formà part dels grups de música pop Els Diana i Amics 69. Després va començar a cantar amb Isidor Marí i Joan Marí "Murenu". El seu primer concert va ser el 1973 i va motivar la creació posterior del grup UC, ja que el 1974 editaren un disc amb cançons tradicionals eivissenques titulat Uc Cançons d’Evissa. El títol del disc va ser el que va originar el nom del grup. De llavors ençà Uc ha estat un grup que ha exercit una notable influència en la música d'inspiració popular que s'ha fet a les Illes Balears i als Països Catalans. Planells, a més de la tasca de recerca i adaptació de la cançó tradicional de les pitiüses ha musicat poetes eivissencs com Al Sabini, Marià Villangómez i Josep Marí. A l'actualitat fa música amb el grup Entreveus.
Des de la seva etapa a la universitat es va implicar en diversos moviments cívics i polítics. S'incorporà al PSUC i més tard, ja a Mallorca, al PCE. Es va posicionar amb el sector més renovador del partit des d'una defensa explícita dels drets nacionals contraposada a l'ortodòxia unitarista del partit. Va deixar la política activa a finals dels anys setanta, centrant-se des d'aleshores en l'exercici de la professió i en la música.

## Discografia
- 1974: Cançons d'Eivissa
- 1976: En aquesta illa tan pobra
- 1979: Una ala sobre el mar
- 1987: Cançoniues
- 1993: Camins de Migjorn
- 1996: Entre la mar i el vent
- 1998: Toc i repicó

## Reconeixements
Va obtenir el 1r premi del Festival de Música d’Eivissa (1969), la Menció d’Honor Sant Jordi de l'Institut d’Estudis Eivissencs (1992), el Premi Savina del Grup d’Estudis de la Naturalesa GEN-GOB (1993), Premi Alzina del GOB (1993), Premi Importantes de Diario de Ibiza (1993), Premi 31 de Desembre Bartomeu Oliver de l’Obra Cultural Balear (1995), Medalla Ramon Llull del Govern de les Illes Balears (2002) i la Medalla d’Or de la Ciutat d’Eivissa.